# Alveopora gigas
Espèce
Statut de conservation UICN

 VU A4c : Vulnérable
Statut CITES
Alveopora gigas est une espèce de coraux appartenant à la famille des Poritidae selon ITIS ou la famille Acroporidae selon WoRMS.